# Nombre parell

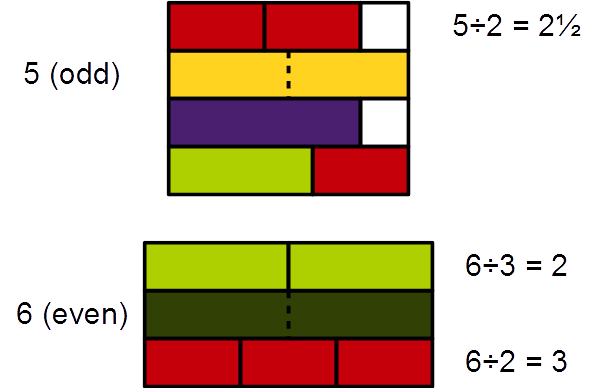

Un nombre parell és un nombre enter múltiple de 2, és a dir, un nombre enter, m, és nombre parell si i només si existeix un altre nombre enter, n, tal que:
{\displaystyle m=2*n}
A la pràctica això vol dir que és parell tot nombre enter que acabi en els nombres 2, 4, 6, 8 i 0 (en base 10).